# NGC 2255
NGC 2255 je galaksija u zviježđu Golubu.

## Vanjske poveznice
- SEDS: NGC 2255